# 宏凯象牙贝
宏凯象牙贝（学名：Fissidentalium vicdani），是象牙贝目象牙贝科细棱象牙贝属的一种。主要分布于台湾，常栖息在深海。